# Норная
Норная — упразднённая деревня в Омутинском районе Тюменской области России. Входила в состав Журавлевского сельского поселения. В 2014 году исключена из учётных данных, в связи с прекращением существования.

## География
Деревня находилась на юге Тюменской области, в пределах юго-западной части Западно-Сибирской низменности, в лесостепной зоне, к северу от озера Первое Кайнакское, на расстоянии примерно 6 километра (по прямой) к северу от деревни Кайнак.

### Климат
Климат резко континентальный с холодной продолжительной зимой и тёплым относительно коротким летом. Средняя температура воздуха самого холодного месяца (января) — −18,6 °C (абсолютный минимум — −49 °C); самого тёплого месяца (июля) — 17,6 °C (абсолютный максимум — 38 °С). Среднегодовое количество атмосферных осадков составляет 200—427 мм, из которых до 70 % выпадает в период с мая по октябрь. Продолжительность залегания снежного покрова составляет в среднем 156 дней.

## Население
| 1989 | 2002 | 2010 |
| ---- | ---- | ---- |
| 220  | ↘46  | ↘0   |

Согласно результатам переписи 2002 года, в национальной структуре населения русские составляли 44 %, казахи — 39 %